# Csámpai Ottó
Csámpai Ottó (Nyitracsehi, 1952. július 15.) szlovákiai magyar szociológus.

## Élete
Felsőfokú katonai végzettséget szerzett, majd a prágai Károly Egyetemen folytatott posztgraduális tanulmányokat. 1988-tól a filozófiai tudományok kandidátusa, 2001-ben habilitált.
1994-től a pozsonyi Szlovák Műszaki Egyetem oktatója, 2003-2005 között a Trencséni Egyetem rendkívüli egyetemi tanára, majd 2006-tól a Nagyszombati Egyetem munkatársa, emellett az izsevszki Udmurt Állami Egyetem, a budapesti Zrínyi Miklós Nemzetvédelmi Egyetem meghívott előadója, és több magánegyetem és főiskola tanára is volt. A politikai rendszerváltás után a mai Szlovákia területén a szociológiai módszertan öt képviselője között említik őt.
1990-ben a Magyar Ifjúság Érdekeit Védő Szövetség egyik ügyvivője volt. Pozsonyban többedmagával létrehozta az Esterházy János Klubot. 1991-ben vezető szerepet játszott az első Esterházy János Napok megszervezésében. 1994-től a Zürichi Magyar Történelmi Egyesület elnökségi tagja, majd az egyesület tudományos tanácsának tagja. 1997-től a visegrádi Szent György Lovagrend tagja és nevéhez fűződik a rend Felvidéki Nagypriorátusának megszervezése. 2010-ben Nyitracsehin létrehozta a Jurta Látványtárat, amely azóta sikeresen működik és Nyitra-vidéke kulturális központjává vált. 2018-tól az Izsevszki Orvosi Egyetem tudományos folyóirata „Здоровье, демография, экология финно-угорских народов“ (Health, Demography, Ecology of Finno-Ugric People) szakmai bizottságának a tagja.
Több szociológiai kutatást végzett Szlovákia magyarlakta területein. Beutazta Belső Ázsia nagy részét.

## Elismerései
- 2013 Magyar Arany Érdemkereszt

## Művei
- Viharvert nemzettudat. Pozsony. 1994
- Magyartanítás Zoboralján: Egy szociológiai vizsgálat eredményei. MTA Politikai Tudományok Intézete, Budapest 1999
- Nemzet és társadalom. ZMTE-UHVZ, Budapest/Zürich 1995, 2005
- Medzinárodná migrácia - sociálny problém a bezpečnostné riziko (Nemzetközi migráció - társadalmi probléma és biztonsági kockázat), társszerző: Jozef Haládik. APZ Bratislava 2002
- Sociológia v skúmaní etnicity - Úvod do etnosociológie (Szociológia az etnicitás kutatásában - Bevezetés az etnoszociológiába), Oliva, Trnava 2007
- Sociológia pre nesociológov (Szociológia nemszociológusoknak), Oliva, Trnava 2007
- Центральная Европа - Карпатский бассейн: развитие этнических общностей: теоретико-методологический аспект : (на примере венгерского этноса) Közép-Európa = Kárpát-medence). Изд-во ИжГТУ. Izsevszk 2012
- Elementárium kvantitatívneho výskumu (A kvantitatív kutatás elementáriuma). Oliva, Trnava 2013
- A tudás szolgálatában (válogatott tanulmányok, előadások és beszélgetések). Heraldika, Budapest 2017
- Comenius újrafelfedezése. Heraldika, Budapest. 2020
- A hősök nem halnak meg! - Négy Esterházy egy hullása a Vezekényi csatában. Püski, Budapest 2022
- Vászoly könnye - Vazul nyitrai herceg tragédiája. Püski, Budapest 2024

További, több mint száz tudományos és ismeretterjesztő tanulmány és más jellegű publikáció. 